# (7558) Юрлов
(7558) Юрлов (лат. Yurlov) — типичный астероид главного пояса, открыт 14 октября 1982 года советским астрономом Людмилой Карачкиной в Крымской астрофизической обсерватории и 8 августа 1998 года назван в честь советского хорового дирижёра и педагога Александра Юрлова.

## Обнаружение и именование
(7558) Юрлов
Открыт 14 октября 1982 года в Крымской астрофизической обсерватории Л. Г. Карачкиной.
Назван в память о русском хормейстере и хоровом дирижёре Александре Александровиче Юрлове (1927—1963). Новаторские интерпретации духовной музыки определили его вклад в русское искусство. С 1958 по 1963 год руководил тем, что позже стало хором капеллы Юрлова, исполняющим произведения Прокофьева, Шостаковича и Свиридова. Название предложено Г. Свиридовым (1915—1998) и поддержано первооткрывателем.
Оригинальный текст (англ.)7558 Yurlov
Discovered 1982 Oct. 14 by L. G. Karachkina at the Crimean Astrophysical Observatory.
Named in memory of Aleksandr Aleksandrovich Yurlov (1927—1963), Russian choir master and choral conductor. His innovative interpretations of sacred music defined his contribution to Russian art. He led what later became Yurlov's Chapel Choir from 1958 to 1963, performing compositions of Prokof'ev, Shostakovich and Sviridov. Name suggested by G. Sviridov (1915—1998) and supported by the discoverer.
Источники: 19980808/MPCPages.arc; M.P.C. 32348.

## Орбита

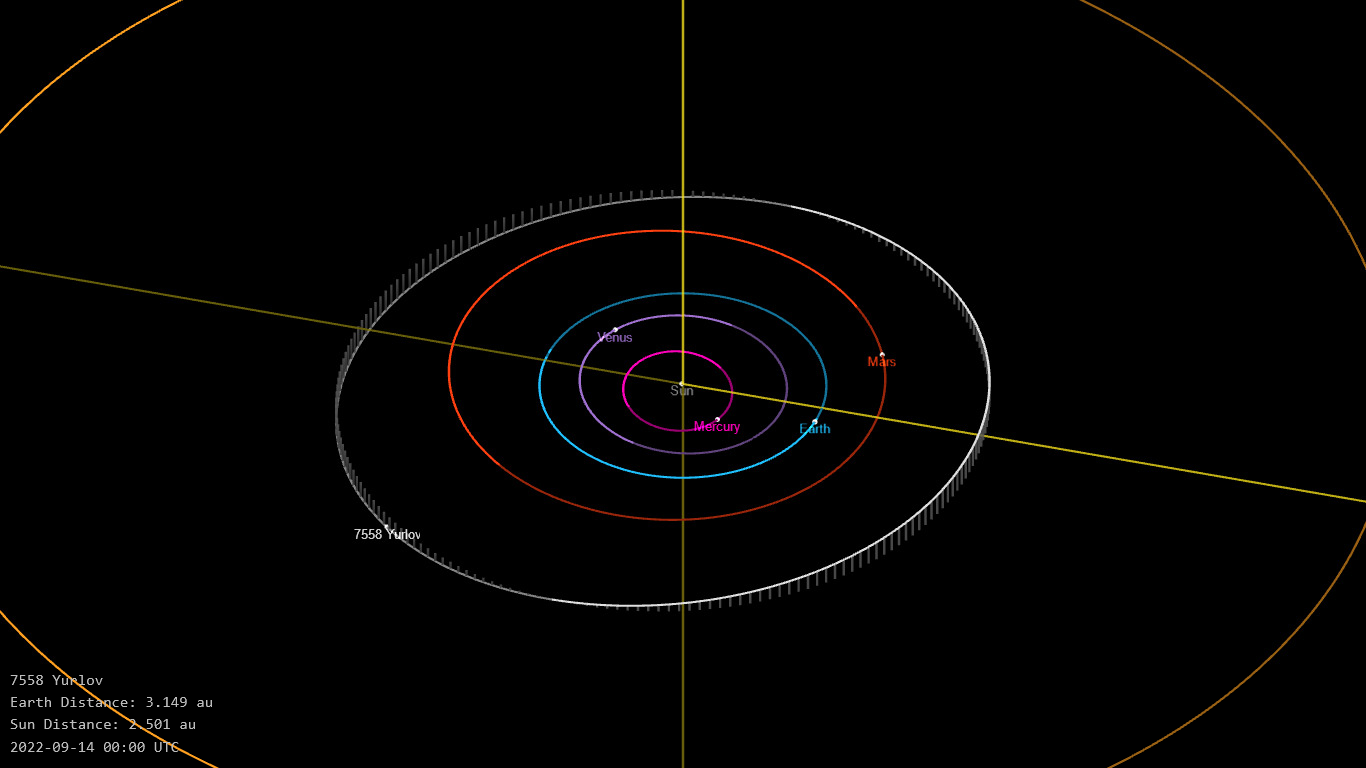
Орбита астероида Юрлов и его положение в Солнечной системе

## Физические характеристики
Из наблюдений системы телескопов панорамного обзора и быстрого реагирования Pan-STARRS следует, что астероид относится к таксономическому классу V.
По результатам наблюдений системы телескопов панорамного обзора и быстрого реагирования Pan-STARRS, наблюдений системы последнего оповещения о столкновении астероида с Землей Asteroid Terrestrial-impact Last Alert System и наблюдений космического телескопа оптического диапазона Gaia абсолютная звёздная величина астероида сначала оценивалась равной 13.90±0.35m, позже — 13.79±0.241m и 13.30±0.093m, 13.71±0.80m.